# Bernhard Ullrich

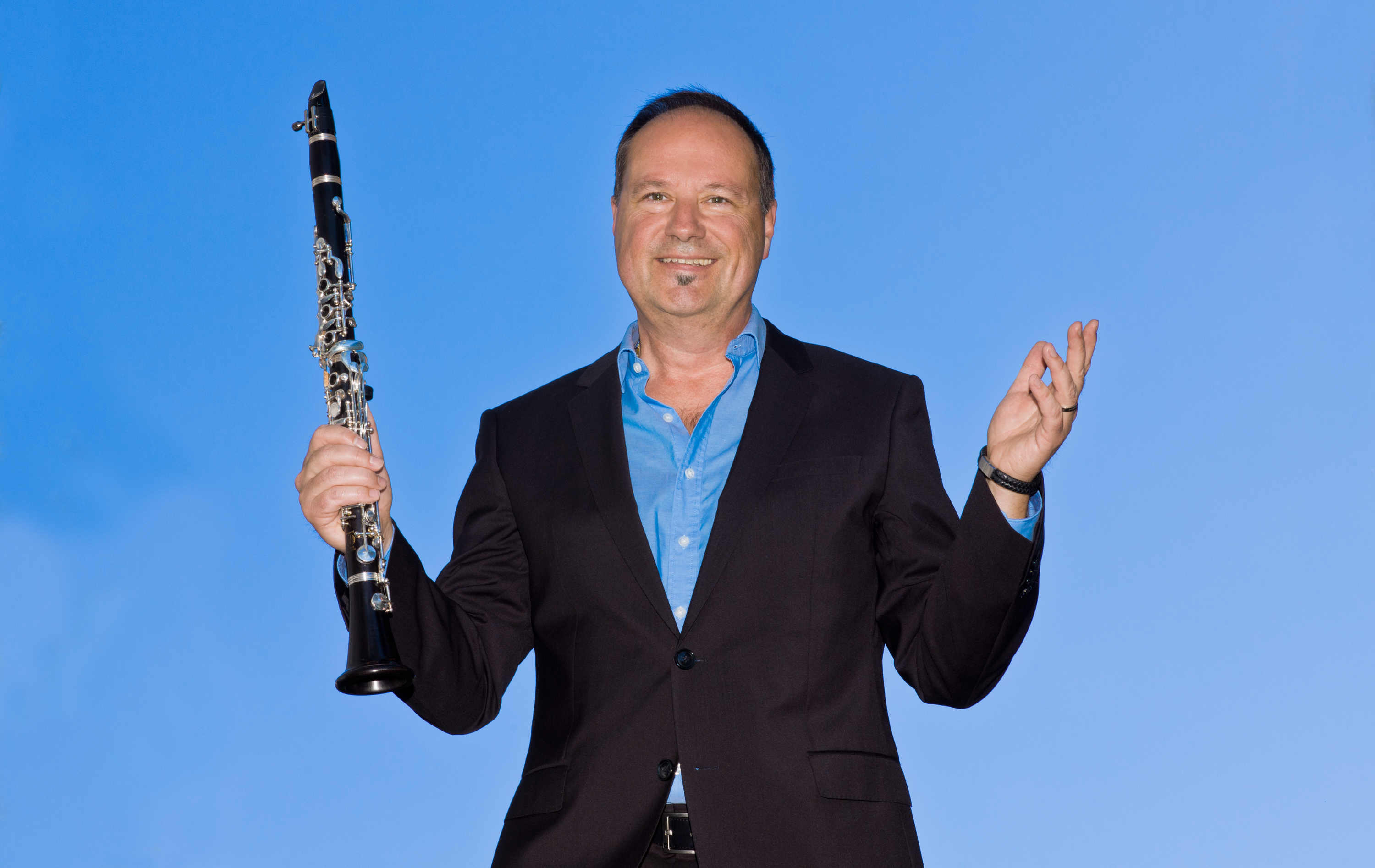
Bernhard Ullrich (2021)

Bernhard Ullrich (* 9. August 1965 in München) ist ein deutscher Jazz- und Unterhaltungsmusiker (Klarinette, Saxophon, Komposition).

## Leben und Wirken
Ullrich kam über seinen Vater, der in Grünwald die Blaskapelle leitete, zur Musik. Er erhielt bereits im Alter von fünfeinhalb Jahren Klavierunterricht; dann kamen weitere Instrumente dazu. Im Alter von zwölf Jahren lernte er Klarinette, die er in der Kapelle seines Vaters spielte. Als Jugendlicher kam das Saxophon dazu, das er zunächst autodidaktisch lernte. Er absolvierte dann ein Musikstudium (Klavier, Klarinette) am Leopold-Mozart-Konservatorium in Augsburg. Er vertiefte auf dem Saxophon im Weiterbildungsstudium „Jazz und Popularmusik“ an der Hochschule für Musik und Darstellende Kunst Frankfurt am Main.
Ullrich war zehn Jahre lang Mitglied der Veterinary Street Jazz Band, die in der Knoff-Hoff Show auftrat und mit der zwischen 1990 und 1998 drei Alben für Elite Special entstanden. Bald leitete er eigene Combos; im gemeinsam mit Martin Breinschmid geleiteten Quintett entstand 2011 das Album Mission to Swing.
Ullrich sammelte Erfahrung in den Bigbands von Charly Tabor, Dusko Goykovich, Harald Rüschenbaum und Hugo Strasser. Seit 2004 leitet er die Echinger Bigband. Als Klarinettist und Saxophonist gehörte er auch zu den Munich Swing Stars (mit Joe Kienemann) und zu den Hot Dogs 4. Zudem arbeitete er mit Charly Antolini (Playing the Benny Goodman Story), Roberto Blanco, Max Greger und Max Greger junior, Bibi Johns, Oskar Klein, Bernd Lhotzky, Bill Ramsey sowie Ambros Seelos. Seit März 2016 wirkt Ullrich als Soloklarinettist im Orchester Hugo Strasser (Dance 2017), seit 2020 ist er auch dessen musikalischer Leiter.
Weiterhin wirkt Ullrich als Musiklehrer, Arrangeur und Komponist in Grünwald bei München. 1996 erhielt er für „Drei Skizzen für Saxophon-Quartett“ den 3. Preis beim Kompositionswettbewerb des Verbandes Münchner Tonkünstler. Er verfasste das Buch Was ist Jazz? Eine kleine Stilkunde (2016) und begründete das Oldtime Jazzfestival Grünwald.

## Diskographische Hinweise
- Bernhard Ullrich Quartett Swing-Zwang (Egal Records 1995; mit Heinz Frommeyer, Gary Todd, Tommy Rosenberg)
- Bernhard Ullrich Jazz Quintett Changes (Downhill Records; mit Mathias Götz, Tizian Jost, Chris Lachotta, Michael Keul)
- Bernhard Ullrich & Martin Breinschmid feat. Rocky Knauer, Tizian Jost und Pete York: Special Delivery Swing à la King (CityPark Records 2009)
- Bernhard Ullrich – Martin Breinschmid Quintett: Mission to Swing (City Park Records 2011; mit Thilo Wagner, Michael Keul, Karsten Gnettner)
- The Masters of Swing: Three of a Kind (Monte Rosa Records 2020; mit Thilo Wagner und Karsten Gnettner)